# Nixa
Nixa és una població dels Estats Units a l'estat de Missouri. Segons el cens del 2000 tenia 12.124 habitants.

## Demografia
Segons el cens del 2000, Nixa tenia 12.124 habitants, 4.654 habitatges, i 3.448 famílies. La densitat de població era de 759,9 habitants per km².
Dels 4.654 habitatges en un 40,4% hi vivien nens de menys de 18 anys, en un 58,3% hi vivien parelles casades, en un 12,4% dones solteres, i en un 25,9% no eren unitats familiars. En el 20,7% dels habitatges hi vivien persones soles el 7,6% de les quals corresponia a persones de 65 anys o més que vivien soles. El nombre mitjà de persones vivint en cada habitatge era de 2,56 i el nombre mitjà de persones que vivien en cada família era de 2,95.
Per edats la població es repartia de la següent manera: un 28,4% tenia menys de 18 anys, un 8,5% entre 18 i 24, un 34,5% entre 25 i 44, un 17,2% de 45 a 60 i un 11,4% 65 anys o més.
L'edat mediana era de 32 anys. Per cada 100 dones de 18 o més anys hi havia 84,9 homes.
La renda mediana per habitatge era de 37.655 $ i la renda mediana per família de 44.556 $. Els homes tenien una renda mediana de 33.636 $ mentre que les dones 21.737 $. La renda per capita de la població era de 17.774 $. Entorn del 8,1% de les famílies i el 9,7% de la població estaven per davall del llindar de pobresa.

## Poblacions més properes
El següent diagrama mostra les poblacions més properes.